# Abtei im Eichwald
„Abtei im Eichwald“, auch Mönchsbegräbnis im Eichenhain, ist ein zwischen 1809 und 1810 entstandenes Gemälde von Caspar David Friedrich. Das Bild in Öl auf Leinwand im Format 110,4 × 171 cm befindet sich in der Alten Nationalgalerie in Berlin und ist dort zusammen mit dem Mönch am Meer als Bildpaar zu sehen. Die beiden Bilder wurden erstmals auf der Berliner Akademieausstellung von 1810 gezeigt und vom preußischen König Friedrich Wilhelm III. erworben. Die Reputation des Ankaufs brachte dem Maler den Durchbruch zum Ruhm. Die Abtei im Eichwald bezeichnete Carl Gustav Carus 1825 als „vielleicht das tiefsinnigste poetische Kunstwerk aller neuen Landschaftsmalerei“. Seit 2016 wird das Werk nach eingehenden Restaurierungsmaßnahmen neu präsentiert.

## Bildbeschreibung
Das Gemälde zeigt einen Klosterfriedhof im Winter, angedeutet durch eine große Anzahl von Grabkreuzen. In der Mitte des Bildes erhebt sich die Ruine eines gotischen Chores mit den Resten eines Fenstermaßwerkes, gerahmt von laublosen Eichen mit abgeschlagenen Ästen. Eine Prozession von Mönchen schreitet an einem ausgehobenen Grab vorbei in Richtung des offenen Ruinenportales mit einem eingebauten Kreuz. Vorweg wird ein Sarg getragen. Die Tiefe des Raumes hinter dem Tor ist nur zu erahnen. Im Hintergrund erhebt sich eine schmutzig braune Nebelwand, darüber ein erleuchteter Abendhimmel mit dem zunehmenden Mond. Beim genauen Hinsehen entdeckt der Betrachter oben im Maßwerk der Ruine ein Vögelchen.

## Blick auf den Bilduntergrund
Von Bedeutung bei der Abtei im Eichwald sind auch Einzelheiten der Unterzeichnung, die bei Normallicht unter den verbräunten und opaken Firnisschichten nicht zu erkennen sind, mittels Infrarot-Reflektografie jedoch offenbar werden. Am Kreuz des Ruinenportals ist der Körper Christi in einer deutlich knabenhaften Ausführung zu sehen. Das Portal eröffnet das Innere einer Kirche mit einem Altar und brennenden Kerzen auf zwei Leuchtern. Auf der rechten Altarseite erkennt man die Umrisse einer menschlichen Gestalt. Die Mönche der Prozession sind sehr detailliert gezeichnet, einige tragen Kruzifixe in der Hand. Das Habit der Mönche besteht aus einem hellen knöchellangen Gewand sowie einem bis in Hüfthöhe reichenden Essay mit zurückgeschlagener Kapuze. Das gotische Maßwerk im Chor erscheint als eine filigrane grafische Konstruktion, in der vor dem erleuchteten Abendhimmel das kleinste Detail sichtbar wird.

## Struktur und Ästhetik

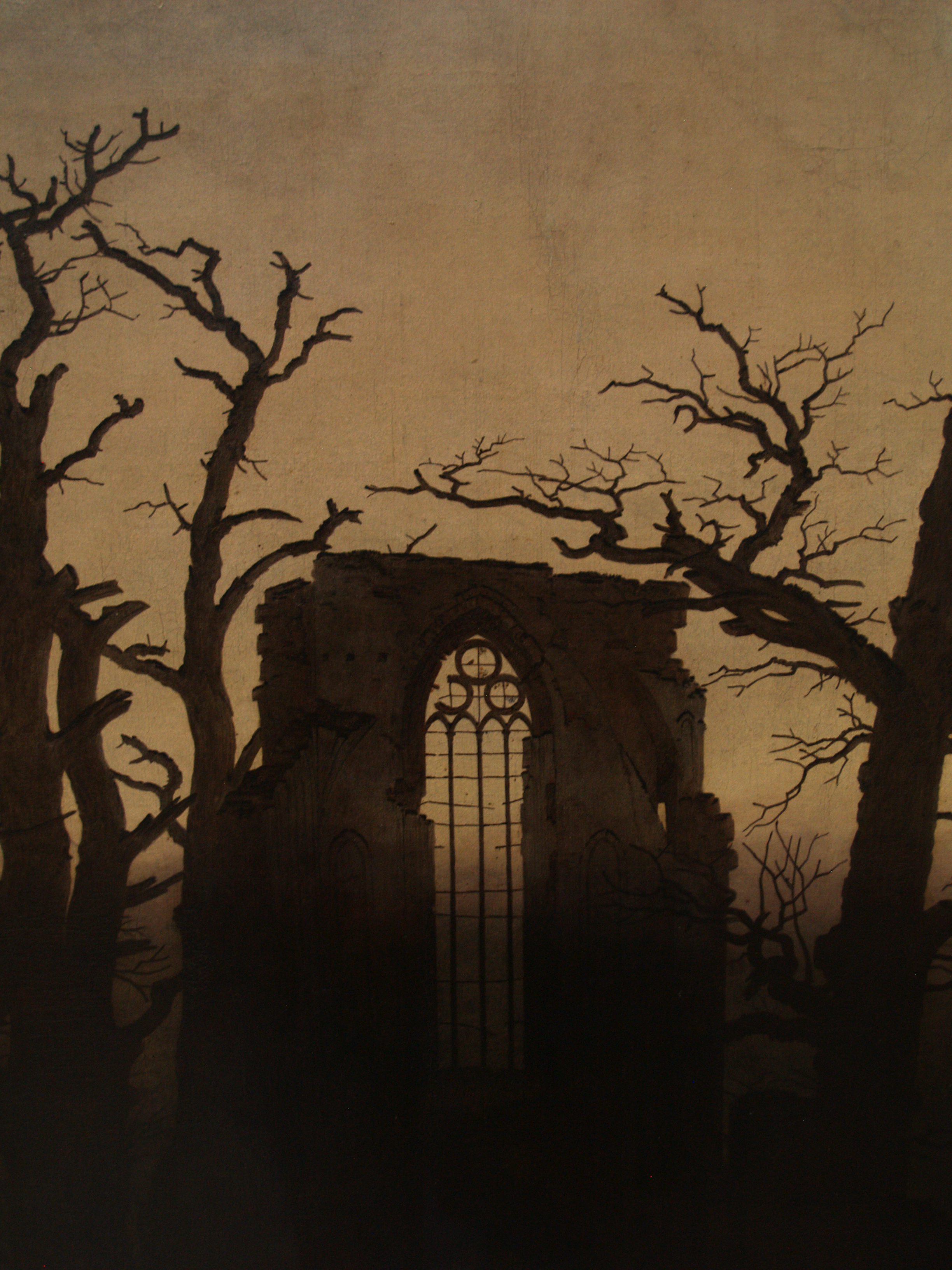
Caspar David Friedrich: Abtei im Eichwald (Ausschnitt)

Im Unterschied zum Pendant Der Mönch am Meer, das sich jedem ästhetischen System absichtsvoll verweigert, ist hier die ästhetische Ordnung vollkommen. Das Bild ist achsensymmetrisch aufgebaut. Die Senkrechte der Mittelachse führt exakt durch den Scheitel des Fensters in der Ruine. Die Chorwand im Zentrum wird von jeweils vier Eichen flankiert. Die Stämme der beiden großen Eichen rechts und links befinden sich auf den beiden senkrechten Linien des Goldenen Schnitts. Die untere waagerechte Linie des Goldenen Schnitts markiert an den Bildrändern die schwebende Trennlinie der Lichtschichtung, die im sanften Bogen einer gestreckten Hyperbel nach unten nachgibt, gespiegelt in der Bodenform. Die beiden Baumgruppen und die Ruine bilden den Dreitakt-Rhythmus eines Triptychons.

## Malweise
Das Bild auf einer feinen, vorgrundierten Leinwand ist mit einer sehr detaillierten, mit dem Lineal nachgezogenen Unterzeichnung gefertigt. Die Linien der Architektur sind mit braunrotem dünnem Pinselauftrag akzentuiert. Der Auftrag der Ölfarben erfolgte mit mehreren feinen Schichten, die von oben nach unten dünner werden und das Unterzeichnungsgerüst mit dem Lokalton anfärben.

## Bilddeutung
Das Bild spielt auf den Tod an und zeigt eine feierliche „Totenlandschaft“. Die Lichtmotive stehen dafür, vom Tod zum ewigen Leben zu kommen. Der trüben Aussicht des Mönchs am Meer steht hier das Glücksversprechen des Abendlichts gegenüber, meint Hilmar Frank. Aus der verschollenen Sepia von 1804 mit dem Titel Mein Begräbnis zieht Helmut Börsch-Supan den Schluss, Friedrich als der Mönch am Meer inszeniere hier seine eigene Beerdigung. Durch den Hinweis des Malers auf eine protestantische Haltung könnte die Kirchenruine die vergangene Institution Kirche des Mittelalters meinen. Die Eichen werden meist als Symbole der untergegangenen heidnisch-germanischen Götterwelt gedeutet. Hilmar Frank sieht diese klaren Absichten des Malers nicht. Friedrich, der sich über die Darstellung des Themas nach eigenem Bekunden unentschlossen zeigte, habe sich aus dem Glaubensproblem in den experimentierenden Malprozess gerettet. Die wenig beachteten Details wie das Vögelchen im Maßwerk und der Jesus am Kreuz in Knabengestalt sind in der Standard-Interpretation kaum unterzubringen.
Boris von Brauchitsch sieht in der Szene keine Grabtragung, sondern eine Exhumierung. Der Sarg wird von einem auffallend großen Erdloch, das untypisch für eine Beisetzung ist und sich auf einem lange ungenutzten Friedhof befindet, von den Mönchen in die Kirchenruine gebracht. Brauchitsch interpretiert die Abtei als rückwärtsgewandte (katholische) Form der Religiosität, die ihre Toten ausgräbt, um sie als Reliquien auf ihren Altären anzubeten, während das Pendant-Gemälde, der Mönch, eine „zukunftsgerichtete Spiritualität“ zeige, „die nur der Gewalten der Natur bedarf, um jederzeit und an jedem Ort unter freiem Himel ihren Gottesdienst zelebrieren zu können“.
Der Titel des Bildes lässt sich für eine Interpretation nicht verwerten. Bei der Einlieferung des Bildpaares zur Akademieausstellung hatten die beiden Landschaften noch keinen Titel, der Katalog vermerkte Zwei Landschaften in Öl.

### Eigene Deutung

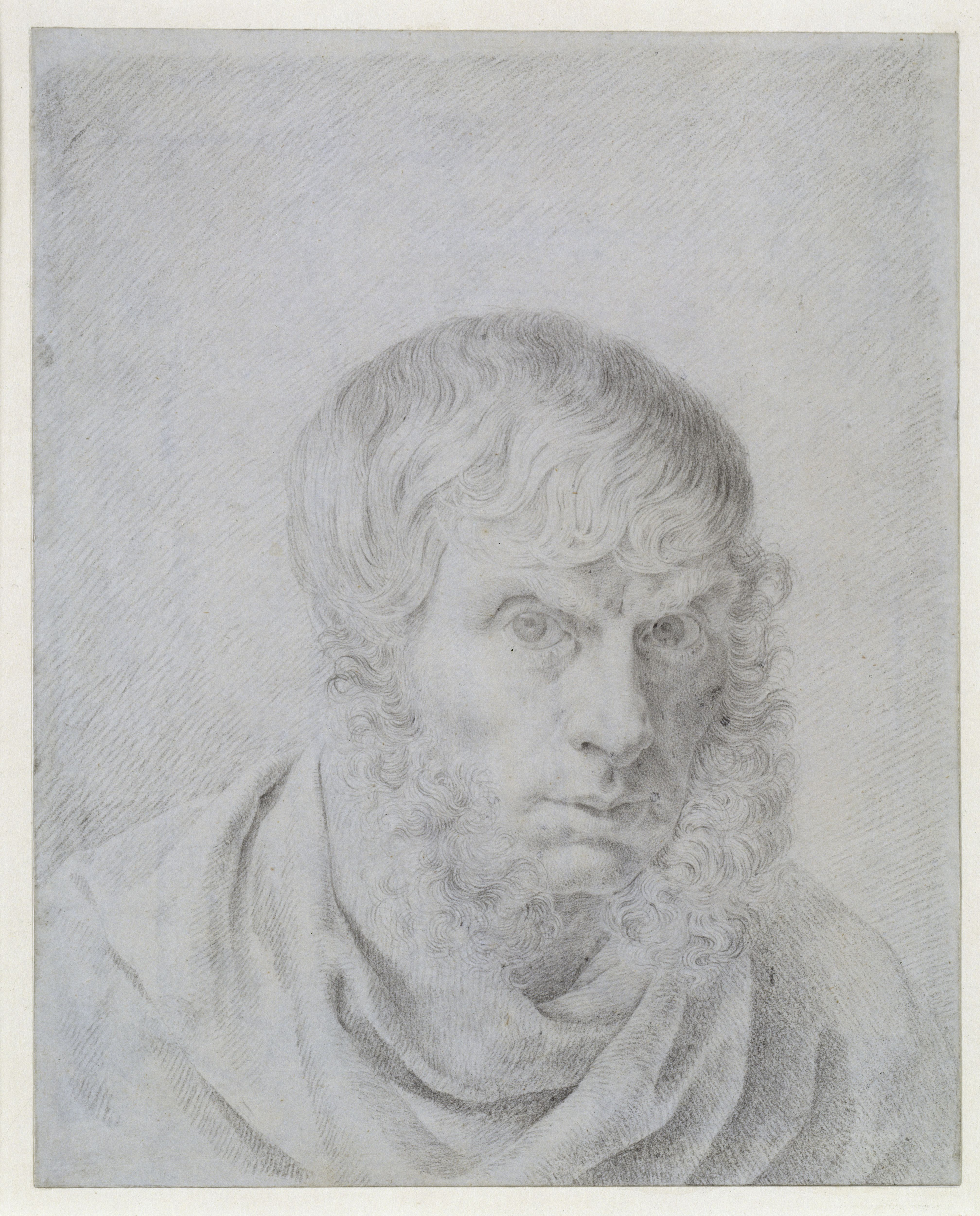
Caspar David Friedrich: Selbstporträt, 1810, Kupferstichkabinett Berlin

Von Friedrich ist zur Abtei im Eichwald ein Text überliefert, der sich als Abschrift eines Briefes des Malers unter den hinterlassenen Papieren der Amalie von Beulwitz befand. Der originale Text stammt wahrscheinlich aus einem Brief vom Februar 1809 an Johannes Schulze.

„Jetzt arbeite ich an einem grossen Bilde, worin ich das Geheimnis des Grabes, und der Zukunft darzustellen gedenke. Was nur im Glauben gesehen, und erkannt werden kann, und dem endlichen Wissen des Menschen ewig ein Räthsel bleiben wird: (mir selbst ist was ich darstellen will, und wie ich es darstellen will, auf gewisse Weise ein Räthsel) Unter, mit Schnee bedeckten Grabmälern, und Grabhügeln, stehen die Überreste, einer gothischen Kirche, umgeben von uralten Eichen. Die Sonne ist untergegangen, und in der Dämmerung leuchtet über den Trümmern stehend, der Abendstern und des Mondes Viertel. Dicker Nebel deckt die Erde, und wärent man den obern Theil des Gemäuers noch deutlich sieht, werden nach unten, immer ungewisser, und unbestimmter die Formen, bis endlich sich alles, je näher der Erde, im Nebel verliehrt. Die Eichen streken nach oben die Arme aus dem Nebel, während sie unten schon ganz verschwunden.“

In Friedrichs Äußerungen bei Betrachtung einer Sammlung von Gemälden von größtenteils noch lebenden und unlängst verstorbenen Künstlern befindet sich ein Textfragment, das der Abtei im Eichwald zugeordnet werden kann.

„Auf den ersten Blick stellt dieses Bild die Trümmer eines verfallenen Klosters als Erinnerung einer düsteren Vergangenheit dar. Die Gegenwart erhellet die Vorzeit. In den anbrechenden Tag erkennt man noch die weichende Nacht. Das Auge wird im Bilde geleitet vom Lichte in die Dämmerung von der Dämmerung weiter in die Dunkelheit und von der Dunkelheit noch weiter in die Finsterniß. Vielleicht ist dieser Künstler ein Protestant und ihn hat, kann sein, bei der Darstellung, von den eben gesagten, so etwas vorgeschwebt.“

### Der Standort

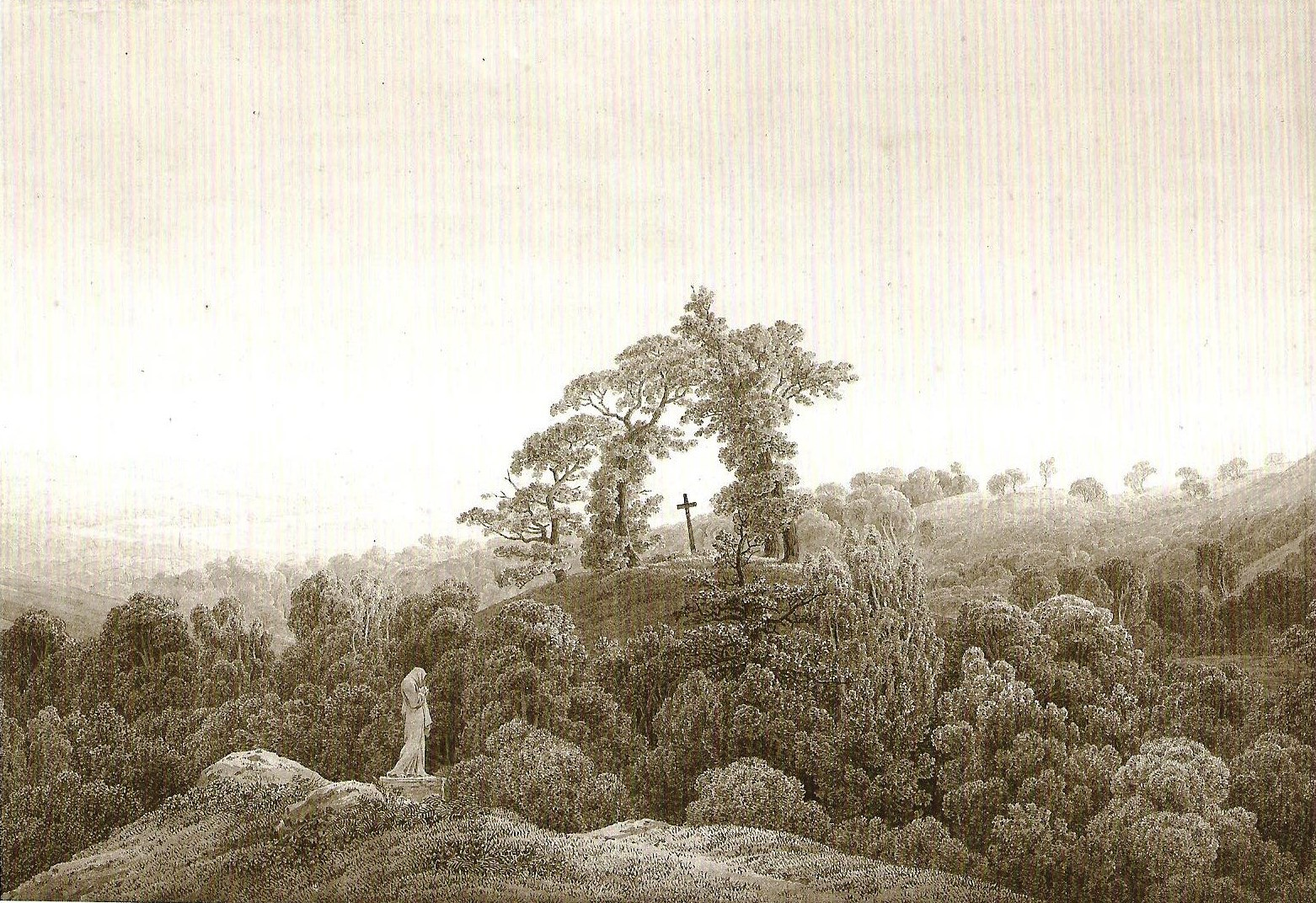
Caspar David Friedrich: Das Kreuz an der Ostsee, um 1806/07

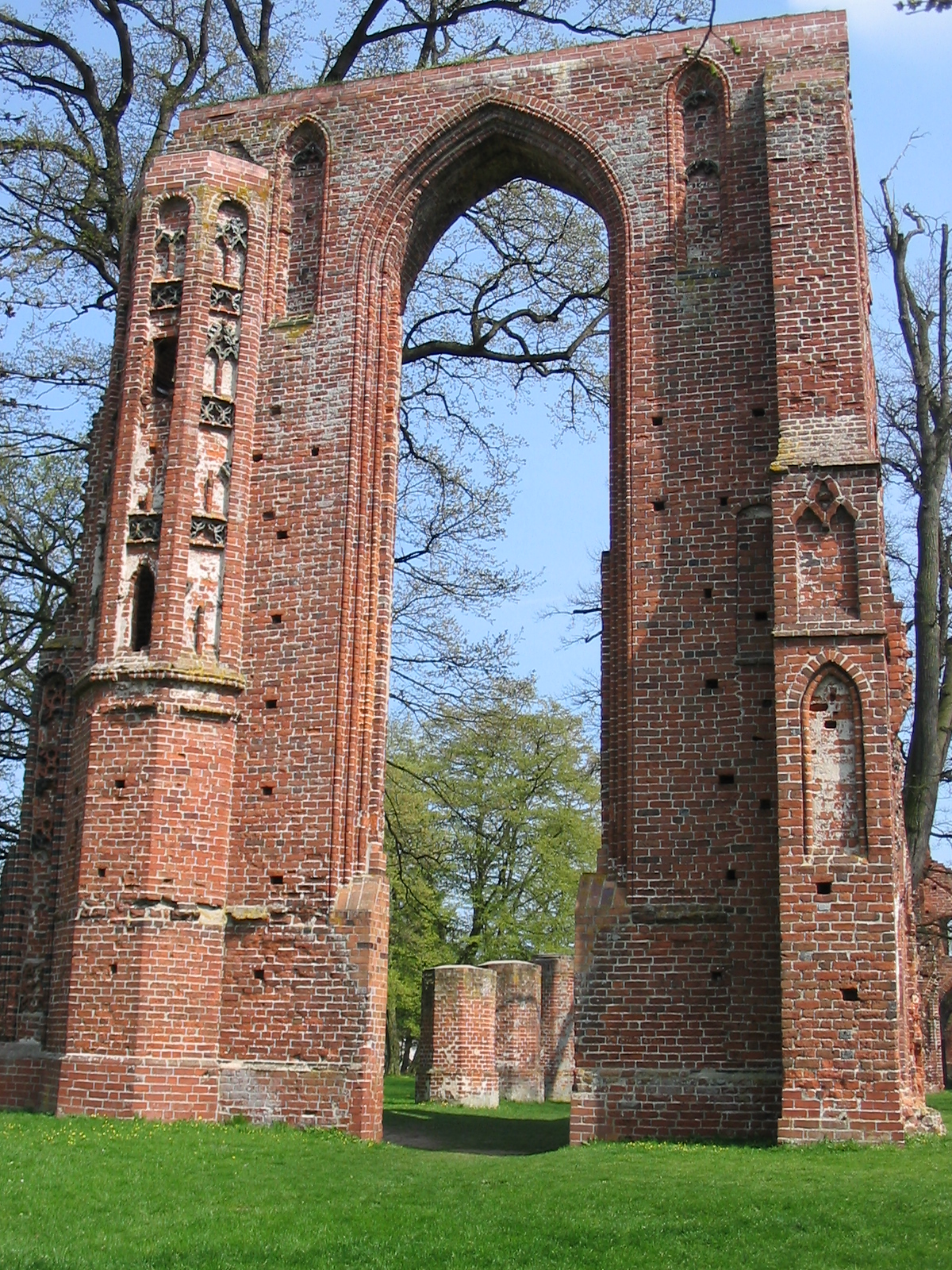
Klosterruine Eldena

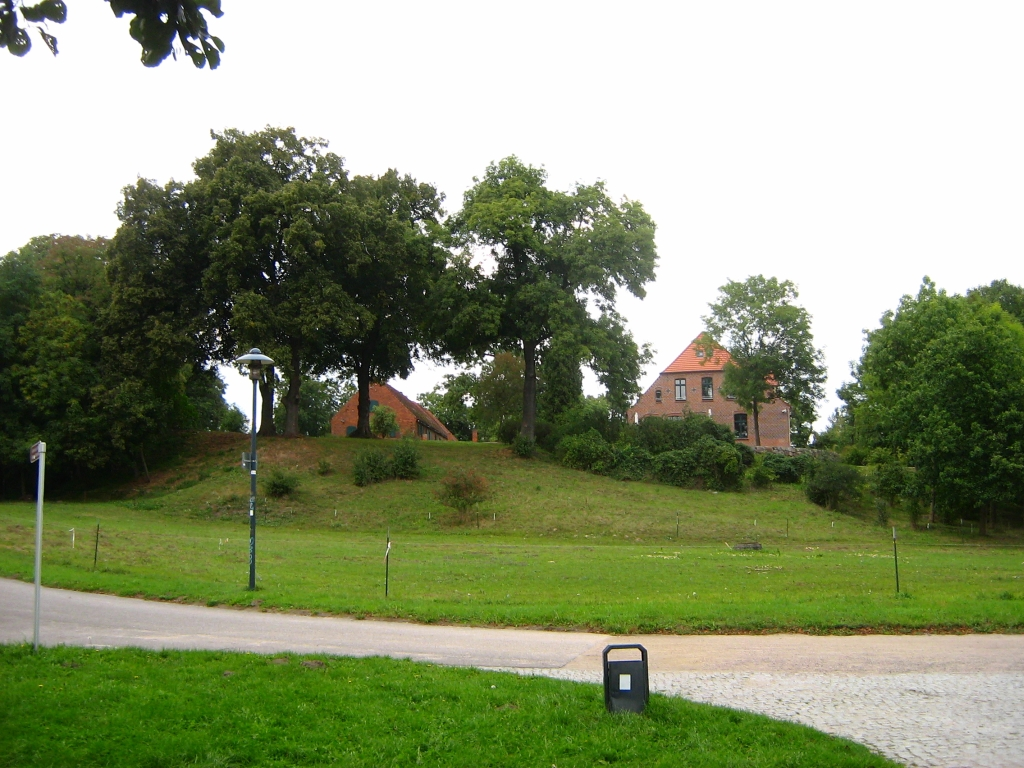
Blick auf den Hügel der ehemaligen Brodaer Klosteranlage

Der Architekturkörper des Bildes nimmt mit einigen Veränderungen die Ansicht der Westfassade der Ruine Eldena auf. Es ist aber Konsens in der Forschung, dass das Gemälde keinen Bezug zu dem Greifswalder Klosterareal bietet, sondern vom Maler als „Material“ für eine Allegorie verwendet wird. Als Indizien dafür werden u. a. die von Friedrich im Habit der Prämonstratenser genau dargestellten Mönche (in der Infrarot-Reflektografie zu sehen) genannt. Als Argument für diese These ist auch angeführt, dass Friedrich das bereits 1807 gezeigte Kreuz an der Ostsee zusammen mit dem Mönch am Meer und der Abtei im Eichwald in der Berliner Ausstellung präsentierte. Die Sepia würde in diesem Zusammenhang von einer Anhöhe über dem Nordstrand den Blick auf den Standort des einstigen Klosters Broda am Tollensesee erkennen lassen.

### Vorstufen
Die Bildinszenierung von Grab und Ruine hat bei Friedrich einen langen motivischen Vorlauf. Der Maler arbeitete sich an das Sujet der Abtei im Eichwald über mehrere Vorstufen heran, wobei die Bilderzählung variiert. Der früheste Bezug zum Thema ist in dem Sepiablatt Ruine Eldena mit Begräbnis von 1802 gegeben. Hier rahmt die Ruine einen beleuchteten Friedhofshügel mit Kruzifix, vor dem ein Mensch kniend betet. Zum Tageszeiten-, Jahreszeiten- und Lebenszyklus von 1803 zählt die Sepia Winter – Nacht – Alter und Tod, die einen Greis am offenen Grab sitzend vor der Ruine zeigt. Auf den Zyklus bezieht sich Helmut Börsch-Supan, wenn er das Bildpaar Abtei und Mönch dem Kreis der Bilder mit Lebensalterthematik zuordnet.
Auf der Dresdner Kunstausstellung von 1804 zeigte Friedrich eine große Sepia mit dem Titel Mein Begräbnis. Vor der Ruine Eldena ist neben einem offenen Grab ein Grabkreuz mit der Inschrift Hier ruht in Gott C. D. Friedrich zu sehen. Um das Grab haben sich Trauernde versammelt. Ein Priester deutet auf einen von mehreren Schmetterlingen, die die Seele des Malers und seiner verstorbenen Verwandten symbolisieren sollen.
Der Tageszeiten-, Jahreszeiten- und Lebenszyklus von 1807 ist verschollen. Das dazugehörige Winterbild beschreibt Gotthilf Heinrich von Schubert in seinen Ansichten von der Nachtseite der Naturwissenschaft.

„Da blickt durch die Trümmer einer alten hohen Vergangenheit, der Mond mit vollem Licht herein. Der Himmel öffnet sich dort über dem Meer, und zeigt doch noch einmal in seinem klaren Blau, wie in der frühen Kindheit. Da wird in prophetischem Schimmer, jenseits des Meeres, die Küste eines fernen Landes geahndet.“

Als unmittelbare Vorstufe zur Abtei gilt das 1931 im Münchner Glaspalast verbrannte Gemälde Der Winter von 1808. Formal gesehen ist hier die Ruine des Abtei-Bildes von der Seite aufgenommen und drei der Eichen sind bereits platziert. Möglicherweise löst sich ein nicht bewältigtes Darstellungsproblem des Winters in zwei Bildern auf, im Mönch am Meer und in der Abtei im Eichwald.

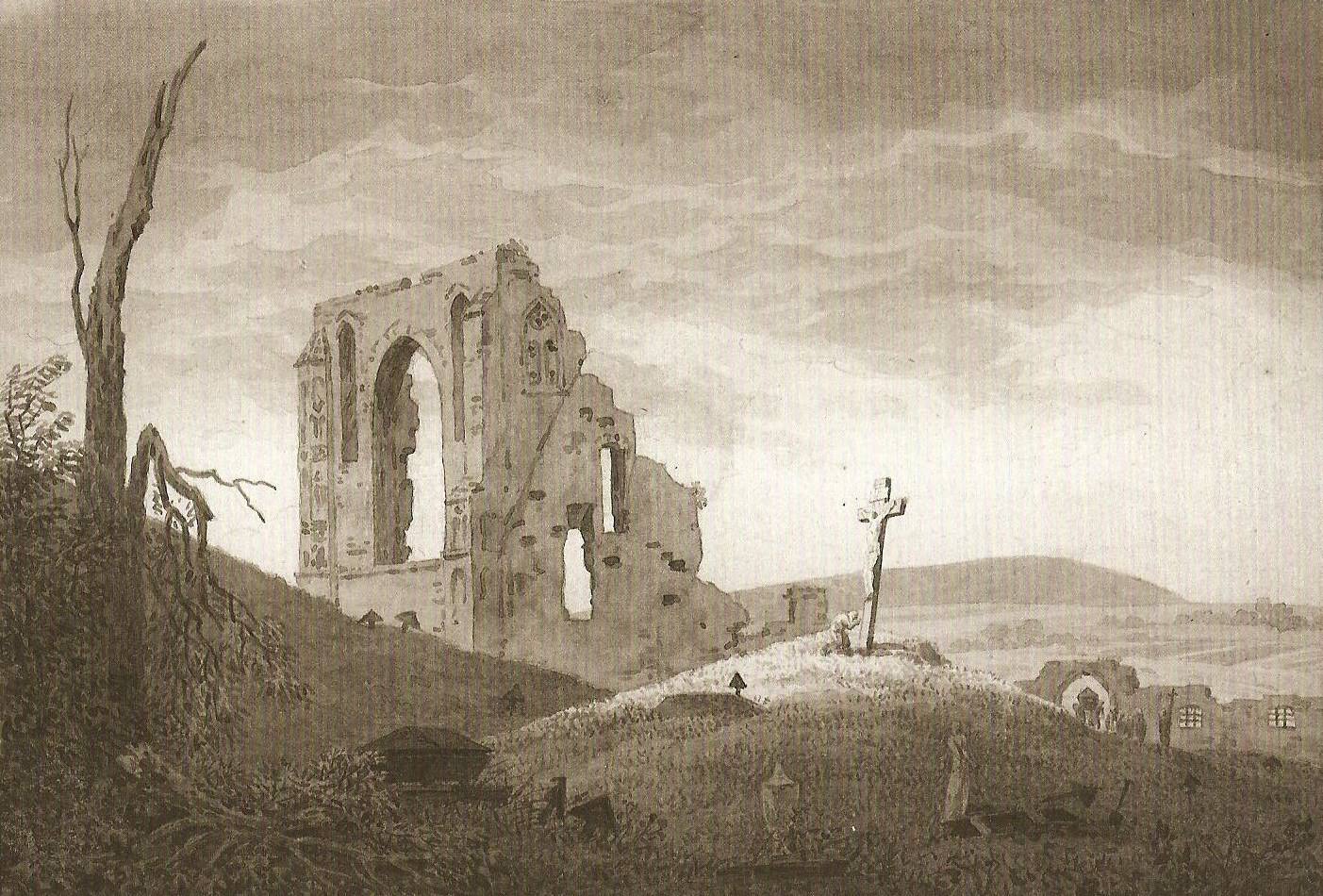
Caspar David Friedrich: Ruine Eldena mit Begräbnis, um 1802/03
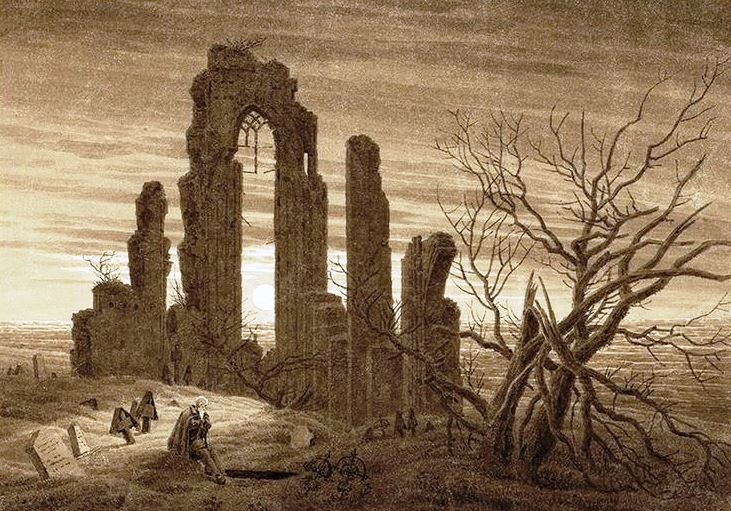
Caspar David Friedrich: Winter – Nacht – Alter und Tod, um 1803
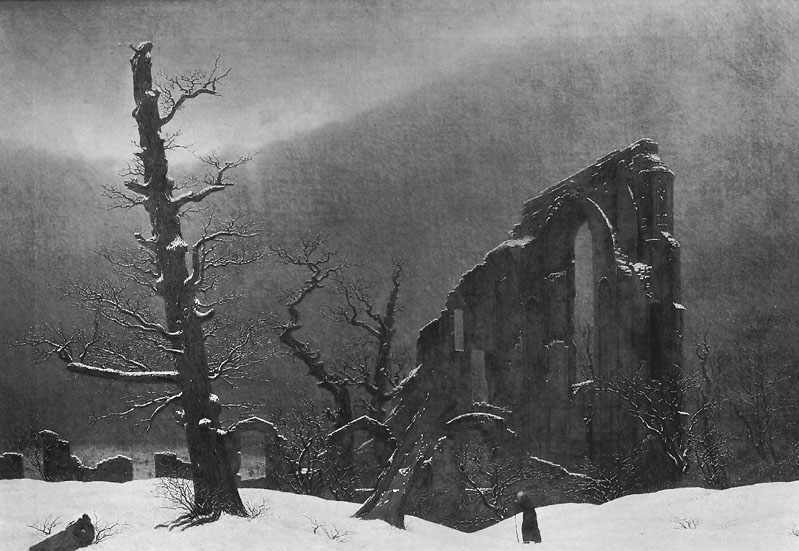
Caspar David Friedrich: Der Winter, 1808

### Die Eichen

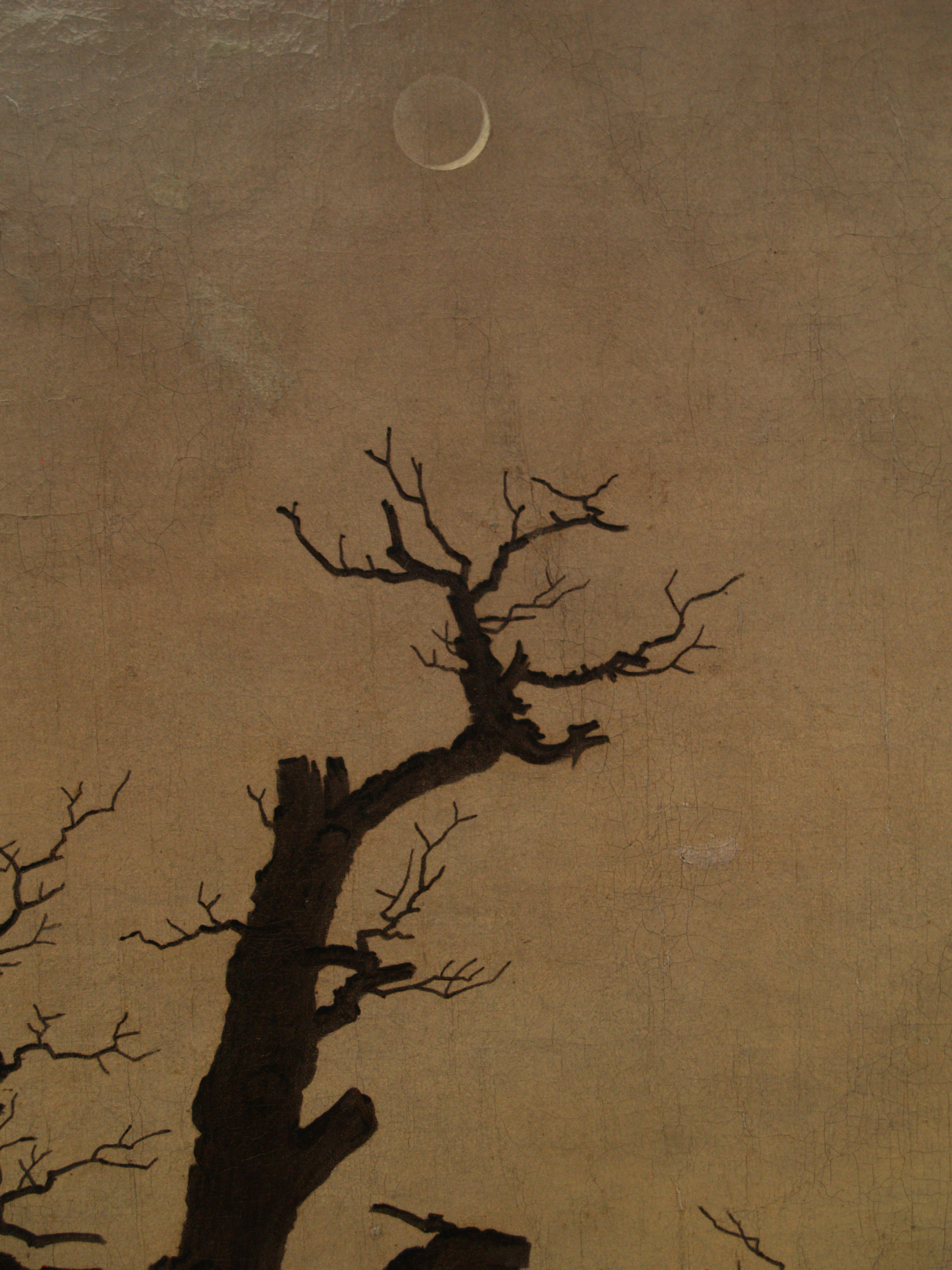
Caspar David Friedrich: Abtei im Eichwald (Ausschnitt)

Die Eichen des Bildes gehen auf genaue Studien zurück, die Friedrich überwiegend bei einem Aufenthalt in Neubrandenburg 1809 fertigte.  Diese Eichen wurden von den Einwohnern gepflanzt, wenn sie das Stadtrecht erwarben. Friedrich kannte die Familienbäume seiner Vorfahren und hat diese möglicherweise ins Bild geholt.

„Recht bezeichnend kam es mir jedenfalls vor, als Meister Friedrich [Caspar David Friedrichs Bruder Johann Samuel, Schmied in Neubrandenburg], wie wir um den Wall gingen, uns erzählte: es sei seit alten Zeiten hier Brauch, wenn ein junger Mann zum Bürger gemacht werde, so habe er am Wall eine Eiche zu pflanzen, und so gehe denn dort ebensowenig echtes Bürgertum als der echte Baum aus.“

### Tragödie der Landschaft

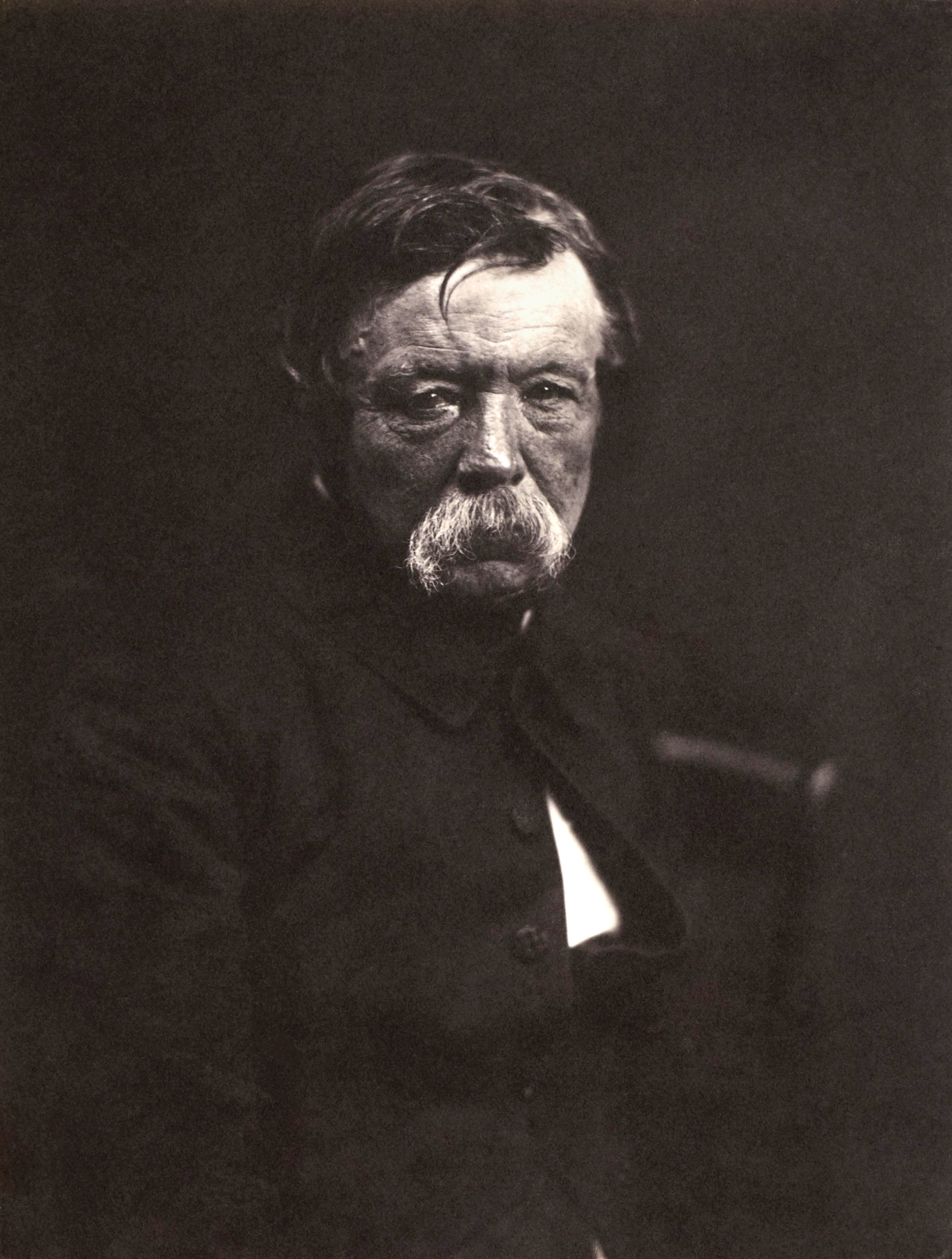
Pierre-Jean David d’Angers

Carl Gustav Carus berichtete, dass der französische Bildhauer Pierre Jean David d’Angers in Friedrichs Atelier beim Anblick von dessen Bildern ausrief: „Voilà un homme, qui a découvert la tragédie du paysage!“ Seitdem gilt Friedrich als der Entdecker der Tragödie der Landschaft. Das Zitat wird gelegentlich als ausschließlich auf den Mönch am Meer und auf die Abtei im Eichwald zutreffend gebraucht. Wenn auch das Bildpaar die Metapher besonders anschaulich macht, meinte David d’Angers Friedrichs Art zu malen, seine Sujets und vermittelten Stimmungen durch die Darstellung einzelner Gestalten inmitten einer als übermächtig empfundenen Natur.

„Wie hat es immer auf eigene Weise das Gemüth angesprochen, wenn Friedrich in seinen Landschaftstragödien in weiter wüster Ebene durch ein paar Granitblöcke, dürftiges Gestrüpp und aufgehenden Mond, oder durch ein einsames Meeresufer mit darüber ziehenden Wolken den ganzen Ernst des Lebens im Bild zur Erscheinung brachte.“

### Friedrichs Todesthema
Mit der christlichen Vorstellung vom eigenen Tod und der Erlösungshoffnung umzugehen, wurde Friedrich bereits als Kind vertraut gemacht. Das zeigt ein Blatt mit kalligrafischen Schriftübungen des 14-jährigen Caspar Davids vom 1. Dezember 1788.

„Gott hat selbst in unsere Schmerzen und Bekümmernisse einen gewissen Keim zum Vergnügen gepflanszt, und dinge, dir ganz widerwärtig scheinen, arbeiten mit einander zu einem gemeinschaftlichen Zweck. Aus dem Tode wird Leben geboren; Entziehung erwecket Hofnung und Sehnsucht erhöhet die Freude des Genusses. Der Tod befreit unseren irdischen Leib gleichsam von den gröberen Schlacken, die ihn zu einem unsterblichen Leben des Himmels unfähig machen.“

Ein Gedicht des Malers aus der Zeit nach 1825 bringt zum Ausdruck, dass es sich bei der „Todes-Ergebenheit“ in seiner Motivik um ein Exerzitium handelt.

„Warum, die Frag‘ ist oft zu mir ergangen,
Wählst du zum Gegenstand der Malerei
So oft den Tod, Vergänglichkeit und Grab?
Um ewig einst zu leben,
Muß man sich oft dem Tod ergeben.“

## Entstehungszeit

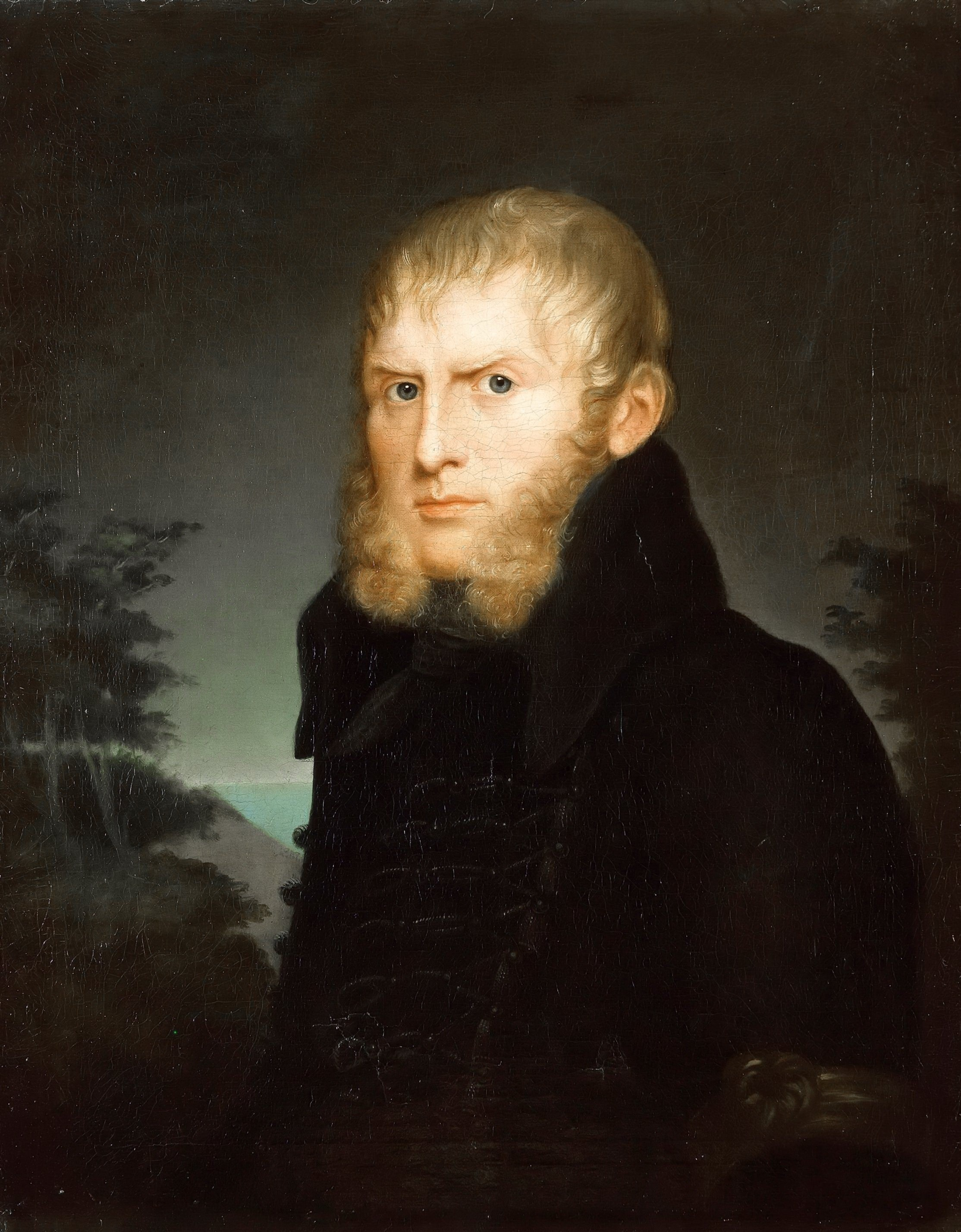
Caroline Bardua: Porträt Caspar David Friedrichs, 1810

Um den Abtei im Eichwald als Seelenlandschaft des Malers zu interpretieren, wird die Biografie nach Ereignissen befragt, die seelische Erschütterungen bewirken konnten. Mit der Arbeit an der Abtei hat Friedrich nach der Rückkehr von der Rügenreise im Juni 1809 begonnen. Der offenbar schmerzlichste Verlust seines Lebens ereignete sich ein halbes Jahr zuvor. Friedrichs Schwester Catharina Dorothea Sponholz ist am 22. Dezember 1808 in Breesen gestorben. Sie galt ihm nach dem frühen Tod der Mutter als Mutterersatz in Erziehung und Fürsorge. Das Gefühl der Einsamkeit und Trauer könnte in den Monaten danach die Motive seiner Kunst bestimmt haben. Unmittelbar nach dem Tod seiner Schwester musste sich der Maler nach der Fertigstellung des Tetschener Altars im Ramdohr-Streit einer bis dahin nicht gekannten verletzenden Kritik an seiner Kunst aussetzen. Am 6. November 1809 starb der Vater des Malers in Greifswald. Auf einem auf 1809/10 datierten Porträt der Malerin Caroline Bardua ist Friedrich mit einer Trauerarmbinde zu sehen, die er auch als Symbol des Protestes gegen die französische Besatzung anlegt haben kann. Besucher in Friedrichs Atelier bekommen erste Eindrücke von der Abtei im Eichwald auf der Staffelei. Goethe sah das Bild am 18. September 1810, Carl Friedrich Ernst Frommann am 24. September 1810, also kurz vor der Berliner Akademieausstellung. Um diese Zeit konnten auch Johanna Schopenhauer und Theodor Körner einen Blick auf das Gemälde werfen.

## Pendants
Die Abtei im Eichwald bildet mit dem Mönch am Meer ein Bildpaar, das während der Berliner Akademieausstellung von 1810 erstmals gezeigt wurde. Friedrich hatte zuvor bereits mehrere Gemälde und Sepien als Pendants konzipiert. Während etwa bei den Arbeiten Sommer und Winter von 1808 der antithetische Sinngehalt offen liegt, erscheinen im Fall von Mönch und Abtei die Gegensätze und der Dialog verrätselt. Formal sind die Bilder völlig verschieden. Hier horizontale Schichten und Verdichtung dreier Einförmigkeiten, dort eine abwechslungsreiche Syntax und Dialog verschiedener Formbezirke. In der Deutung, dass der Mönch vom Meer im Sarg des Leichenzuges schließlich zu Grabe getragen wird, erschöpft sich das Angebot der verbreiteten Bilderzählung.
Thematisch lässt sich der Mönch am Meer nicht ohne die Abtei im Eichwald erschließen, sind die beiden Bilder nur zusammen zu denken. Hier werden zwei Deutungen angeboten. Helmut Börsch-Supan sieht das Bildpaar dem Kreis der Bilder mit Lebensalterthematik zugehörig, also mit Bezug auf Werke wie die Sepia Frühling, Morgen, Kindheit (1803) oder das Gemälde Die Lebenstufen (um 1835). Werner Hofmann sieht für die beiden Schlüsselbilder in den Weimarer Sepien von 1805 (Wallfahrt bei Sonnenaufgang, Herbstabend am See) und in den Wiener Gemälden von 1807 (Meeresstrand mit Fischer, Nebel) formale Vorstufen.

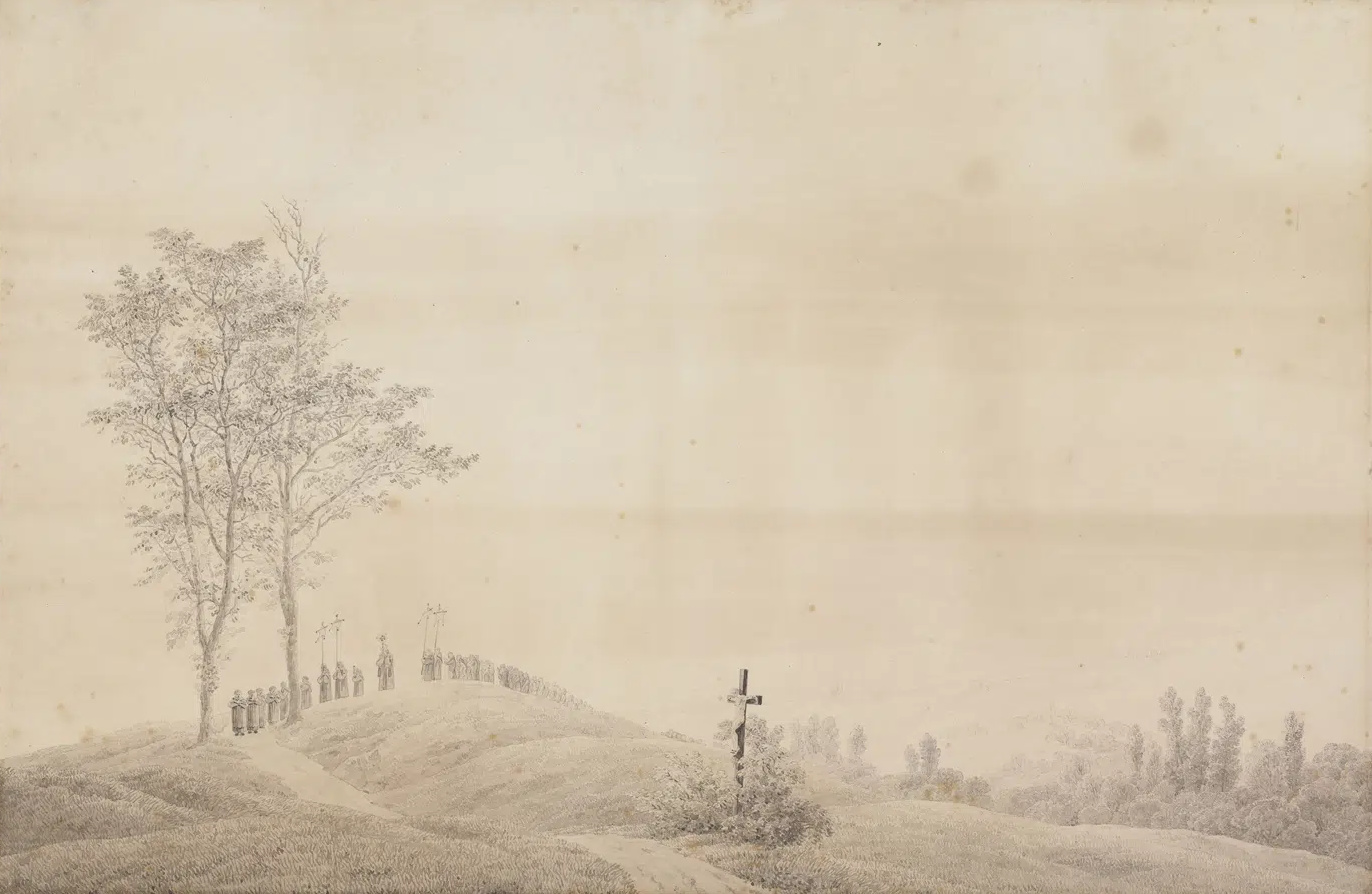
Caspar David Friedrich: Wallfahrt bei Sonnenuntergang, 1805
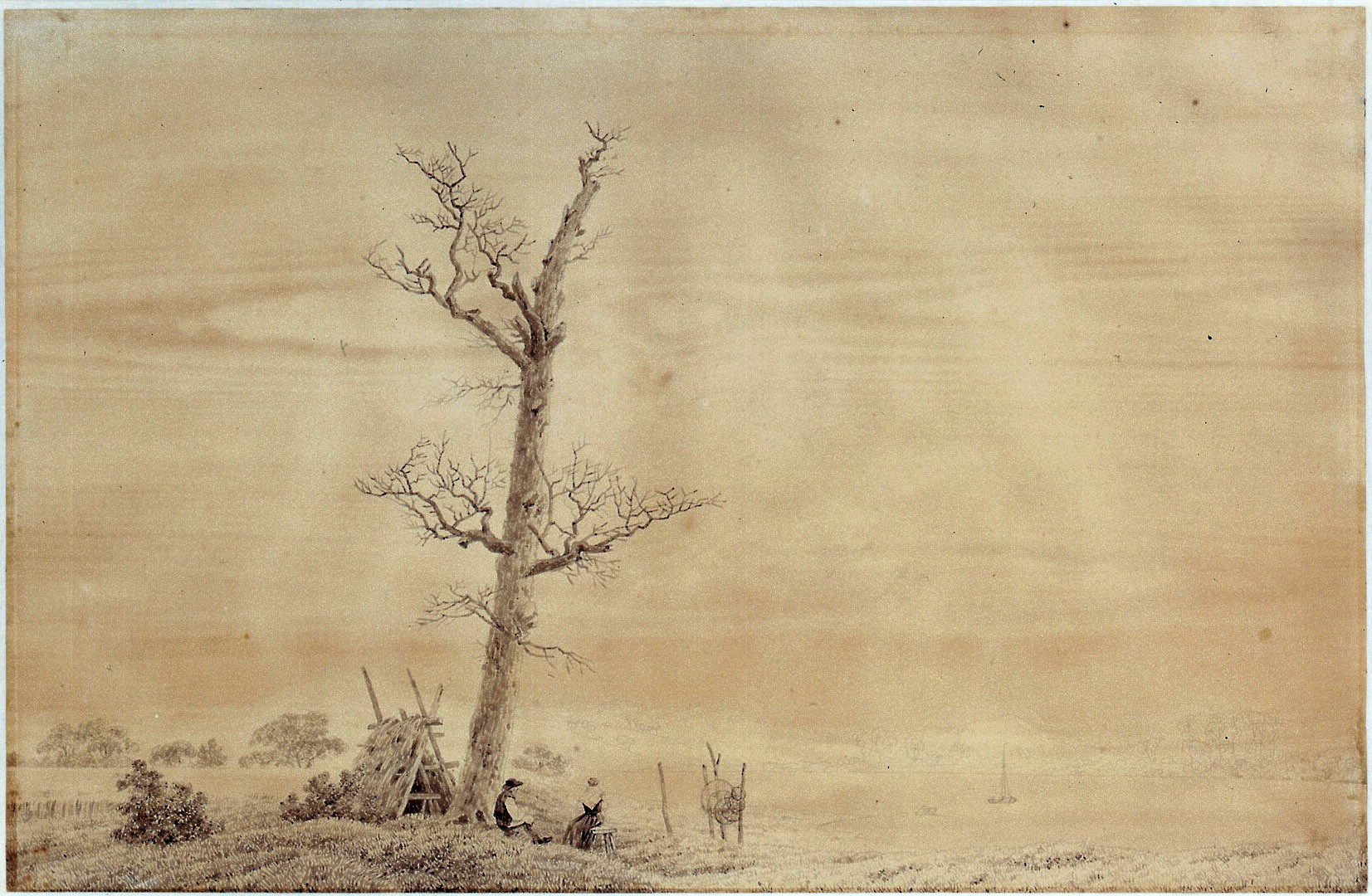
Caspar David Friedrich: Herbstabend am See, um 1805
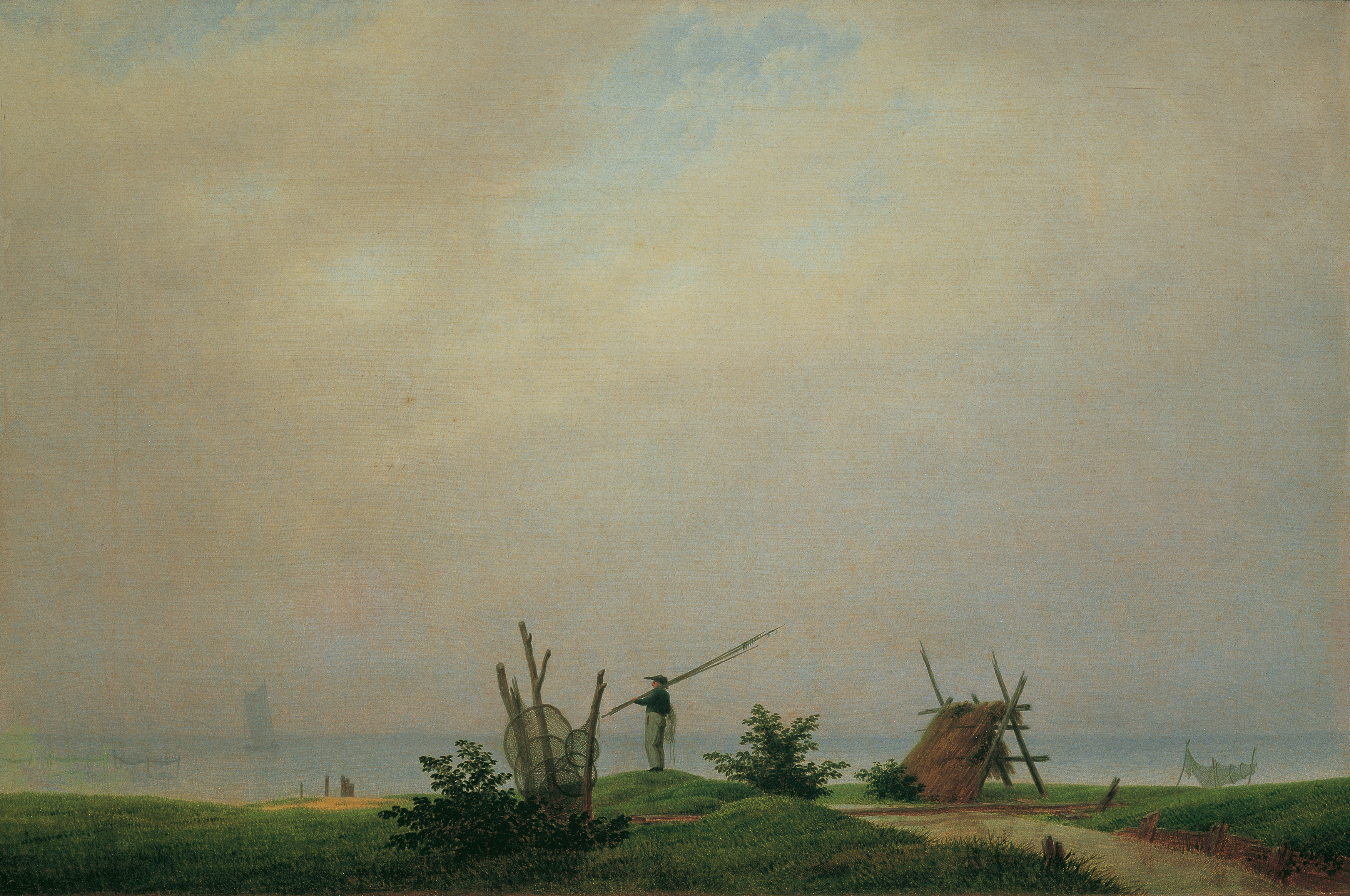
Caspar David Friedrich: Meeresstrand mit Fischer, 1807
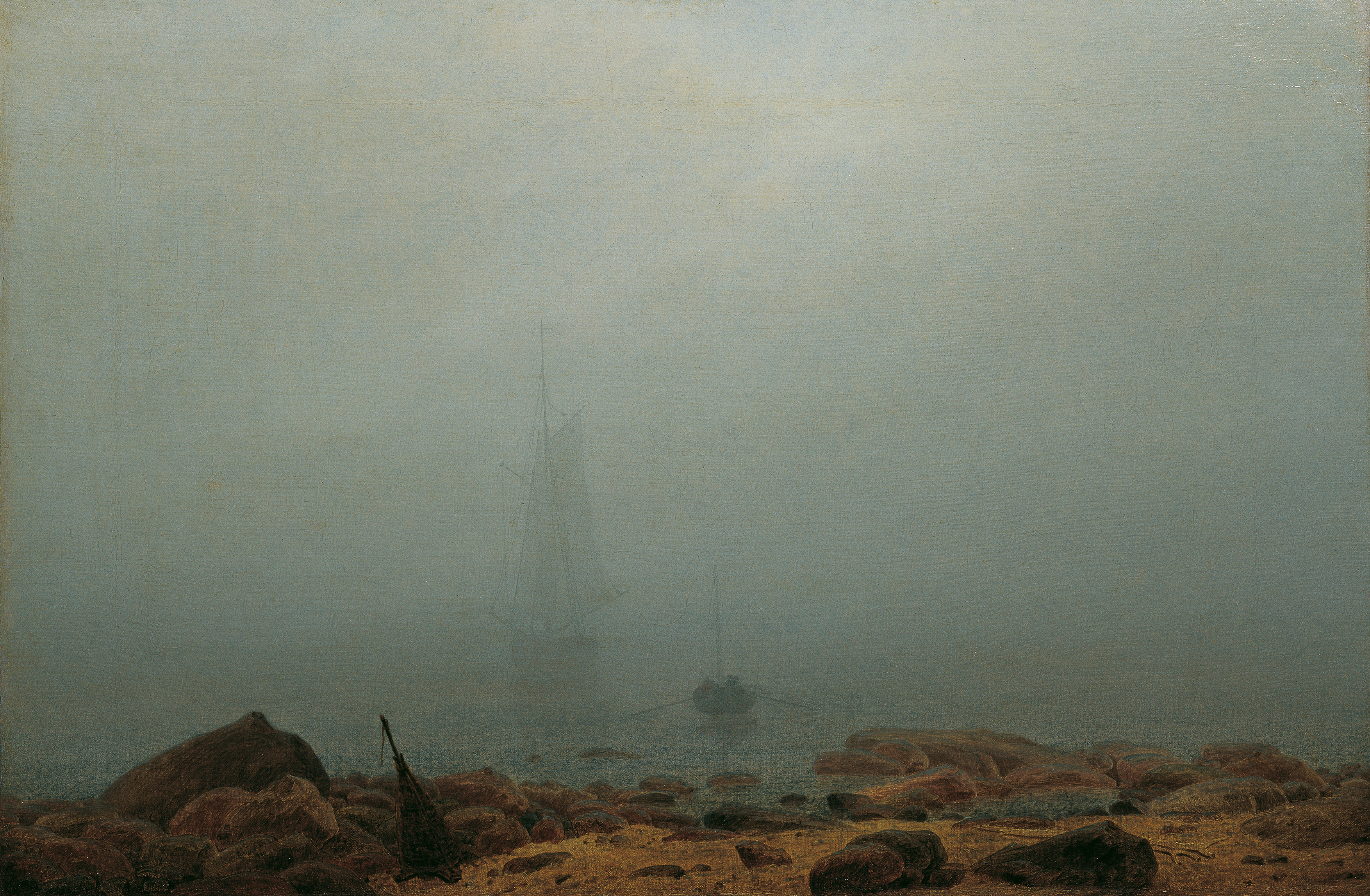
Caspar David Friedrich: Nebel, 1807
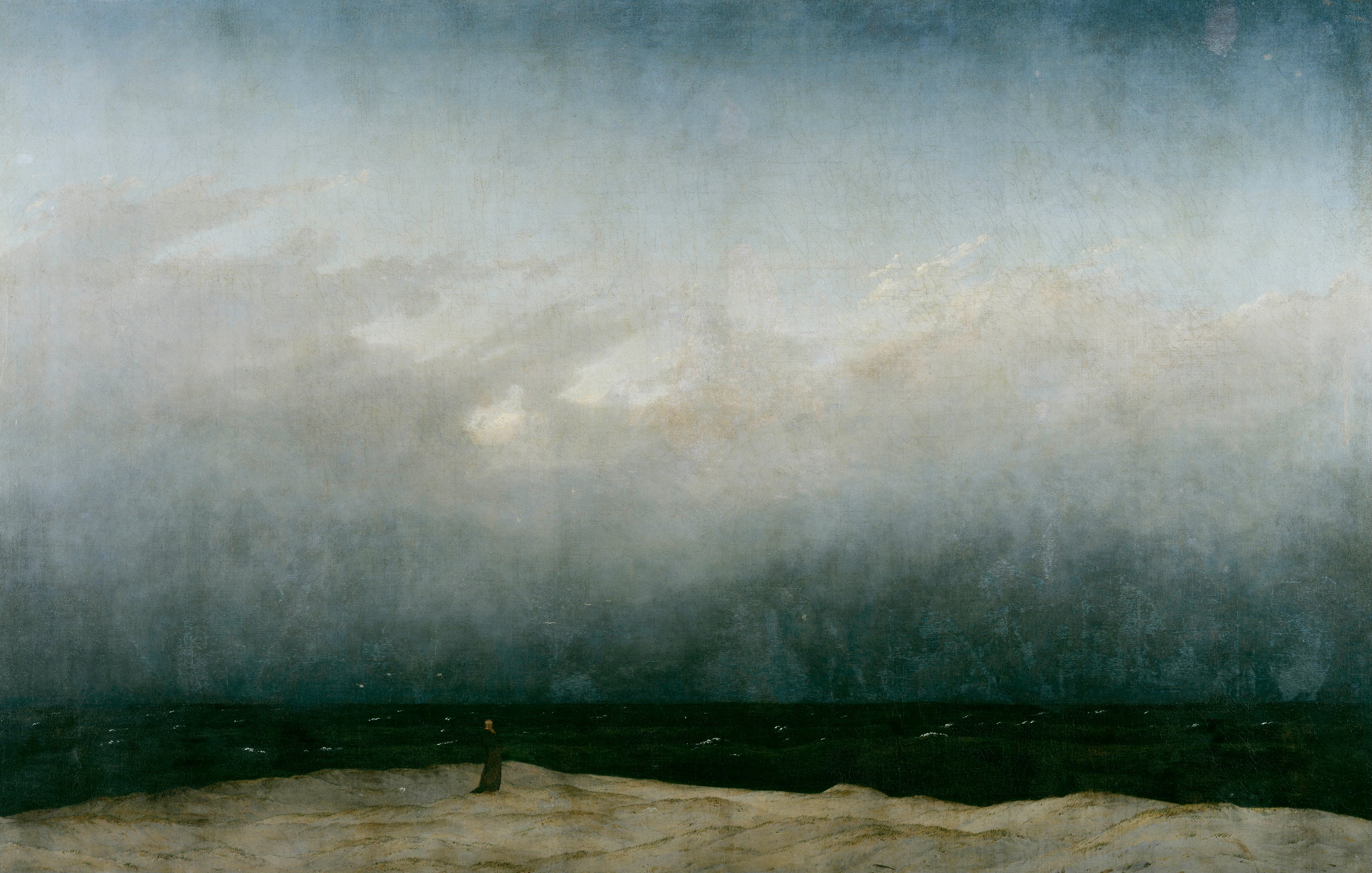
Caspar David Friedrich: Der Mönch am Meer, 1810
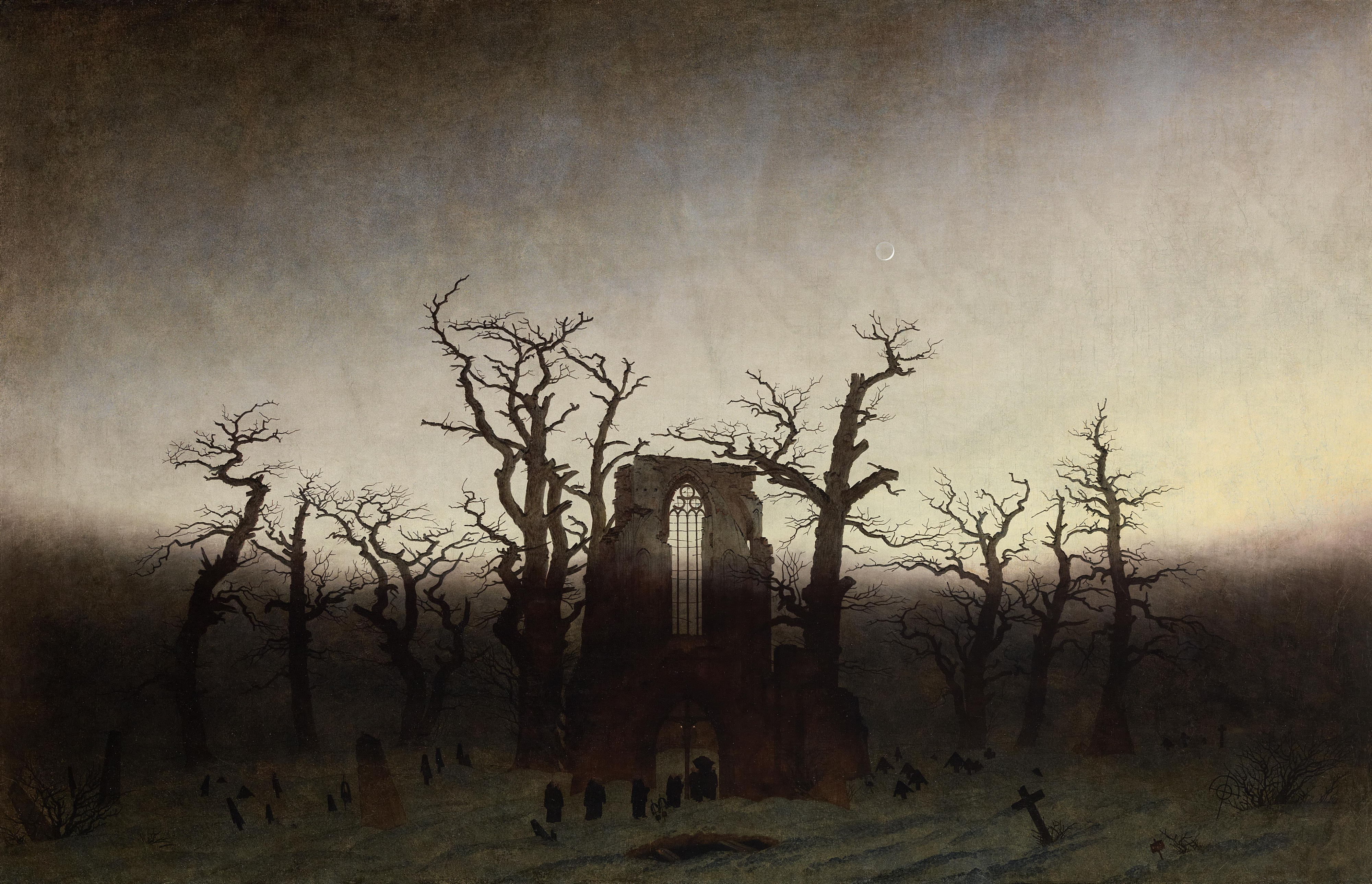
Caspar David Friedrich: Abtei im Eichwald, 1810

## Die Abtei als Zitat

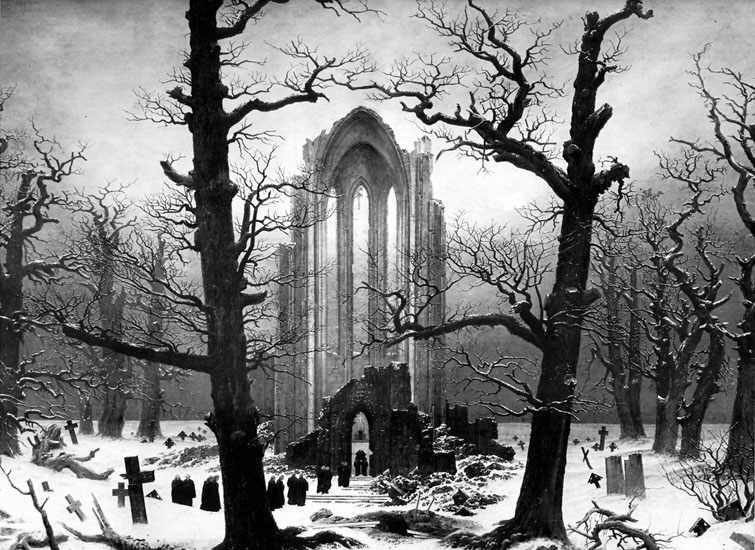
Klosterfriedhof im Schnee

Friedrich verwendete das Motiv der Abtei im Eichwald in seinem Gemälde Klosterfriedhof im Schnee von 1819 als (Eigen)Zitat. Man kann den Klosterfriedhof aber auch als Weiterentwicklung der Abtei oder als Ausführung der ursprünglichen Ideen sehen. Der im Abtei-Bild nur in der Unterzeichnung vorhandene Altar, vor dem ein Priester steht, wird beim Klosterfriedhof als Ziel der Trauerprozession sichtbar. Der helle übersteigerte Chor im Gegensatz zu den eher unbedeutenden Resten der davor gestellten dunklen Ruine wird als Bestätigung gesehen, dass mit der Abtei im Eichwald die Überwindung der alten Institution Kirche dargestellt ist.

## Provenienz
Das Gemälde wurde zusammen mit dem Mönch am Meer auf der Berliner Ausstellung von 1810 durch den preußischen König Friedrich Wilhelm III. erworben. Standorte des Bildes waren bis 1837 das Palais Unter den Linden, 1837–1844 das Neue Palais in Potsdam, 1844–1865 das Schloss Bellevue, später das Schloss Wiesbaden, nach 1906 das Berliner Stadtschloss. Bevor das Bildpaar in die Alte Nationalgalerie in Berlin kam, zeigte es die Verwaltung der Staatlichen Schlösser und Gärten im Schloss Charlottenburg.

## Friedrich Wilhelm IV.

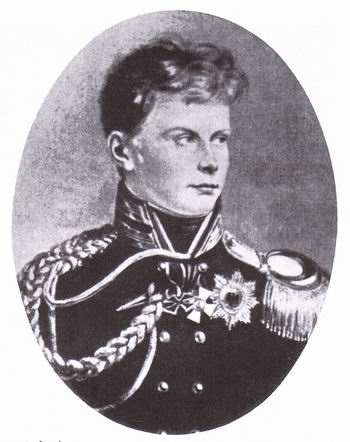
Friedrich Wilhelm IV.

Der preußische Kronprinz Friedrich Wilhelm IV. soll den Ankauf des Bildpaares Mönch am Meer und Abtei im Eichwald veranlasst haben. Der Wunsch des damals 15-jährigen Jungen verwunderte. Tagebuchnotizen oder andere Äußerungen darüber sind nicht bekannt. Dass der eher kunstferne Friedrich Wilhelm III., der Bitte seines Sohnes entsprochen hat und 450 Taler aus der kriegsbedingt leeren Kasse des Königshauses verwendete, ist unter den gegebenen Umständen auch für den preußischen König nicht selbstverständlich gewesen. Der Kronprinz war in seinen jungen Jahren mehr an Kunst als an anderen Dingen interessiert, zeichnete, wo es ihm möglich war. Sein Interesse galt vor allem gotischen Bauwerken. Das Bildpaar traf nicht die bekannten Vorlieben des Kronprinzen in der Malerei. Der Tod der Mutter, der Königin Luise, im Juli 1810 hatte die Seele des Jungen tief erschüttert. Vielleicht erkannte er im Mönch am Meer den religiösen Gehalt. Mit Beginn des Jahres 1810 veränderte der neue Prinzenerzieher Jean Pierre Frédéric Ancillon das bis dahin liberale Erziehungsprogramm des Thronfolgers und verordnete täglich religiöse Exerzitien unter Anleitung des Hof- und Dompredigers Friedrich Samuel Gottfried Sack. Seit dem Tod der Königin rückten Jenseitsfragen in den Mittelpunkt der religiösen Lehrgespräche.
Für den König gab der Wunsch seines Sohnes Orientierung zu weiteren Erwerbungen für die königliche Sammlung. Auf der Berliner Akademie-Ausstellung 1812 kaufte er von Friedrich die beiden Gemälde Morgen im Riesengebirge und Gartenterrasse für die preußischen Schlösser, auf der Berliner Akademie-Ausstellung 1816 als Geschenk zum 21. Geburtstag des Kronprinzen die Gemälde Söller vor dem Domplatz im Zwielicht und Ansicht eines Hafens. Den Maler besuchte Friedrich Wilhelm IV. am 3. März 1830 in seinem Dresdner Atelier, erwarb dort aber keines der gesehenen Bilder. 1827 veranlasste der Kronprinz bei einem Besuch in Greifswald, dass die landwirtschaftlich genutzte Ruine Eldena in einen Zustand versetzt wird, der dem Romantischen in Friedrichs Bildern nahe kommt.

## Skizzen
Von den Skizzen und Studien der im Bild aufgenommenen Bäume sind lediglich zwei erhalten, die aber die Verwendung mit Naturtreue und Änderungen deutlich machen. Die Zeichnung Eiche von 1804 ist als 1. Eiche rechts neben der Ruine eingesetzt und die Studie einer Eiche vom 5. Mai 1809 als 2. Eiche links neben der Ruine. Die Zeichnung Die Abtei Eldena bei Greifswald von 1836 macht die Abänderungen am originalen Bild der Ruine Eldena deutlich.

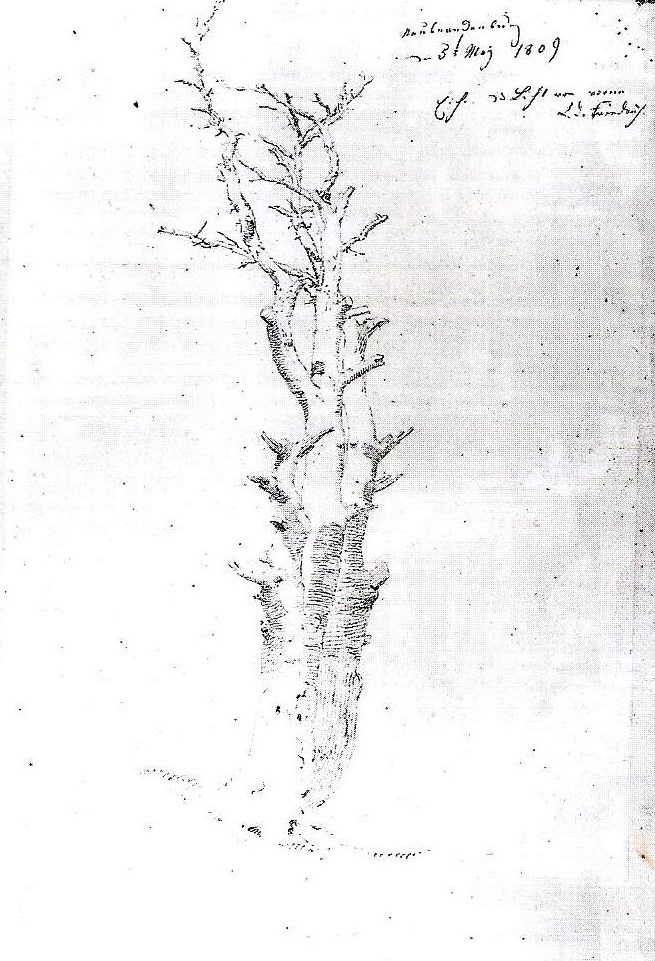
Caspar David Friedrich: Studie einer Eiche, 5. Mai 1809
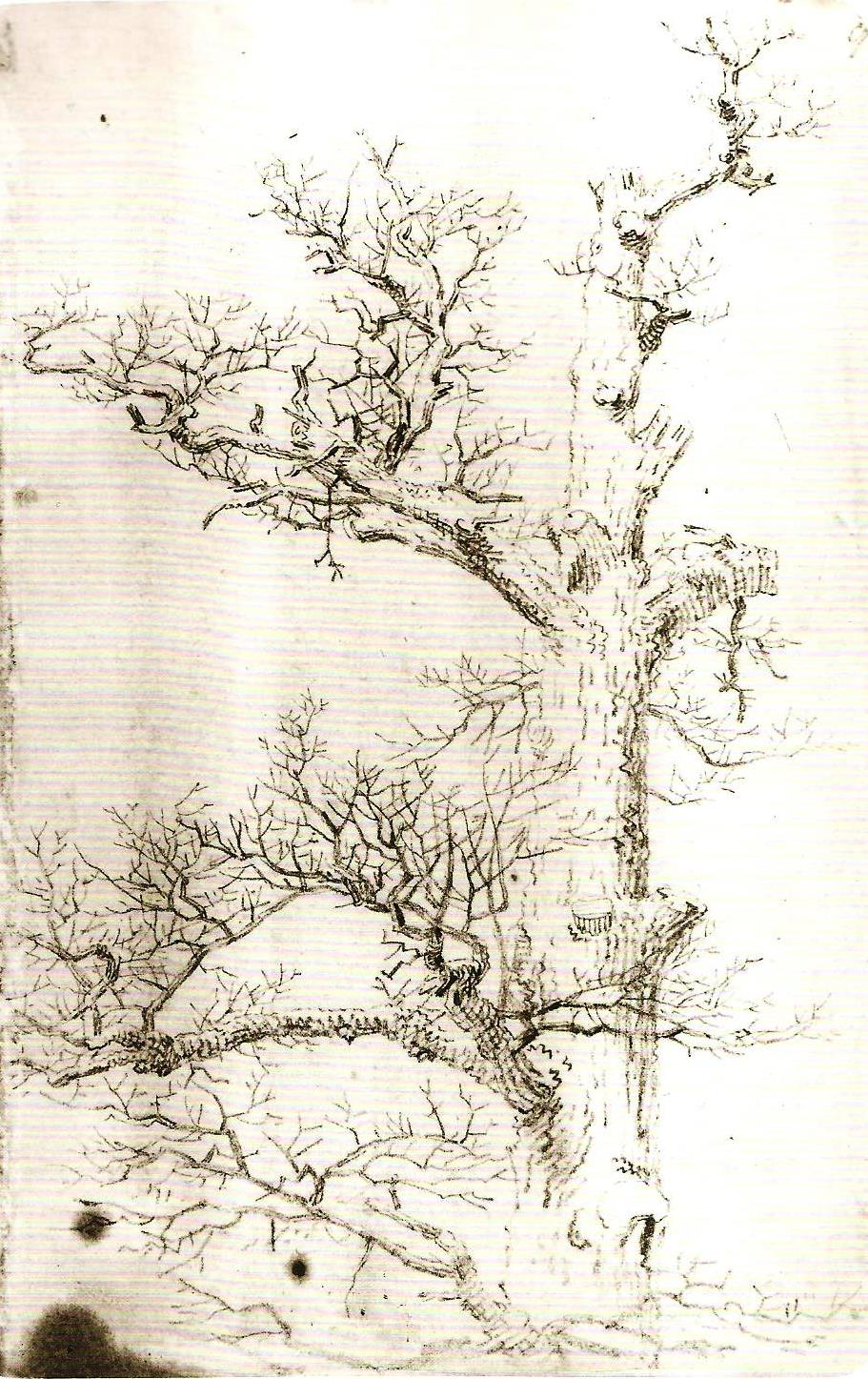
Caspar David Friedrich: Eiche, um 1804
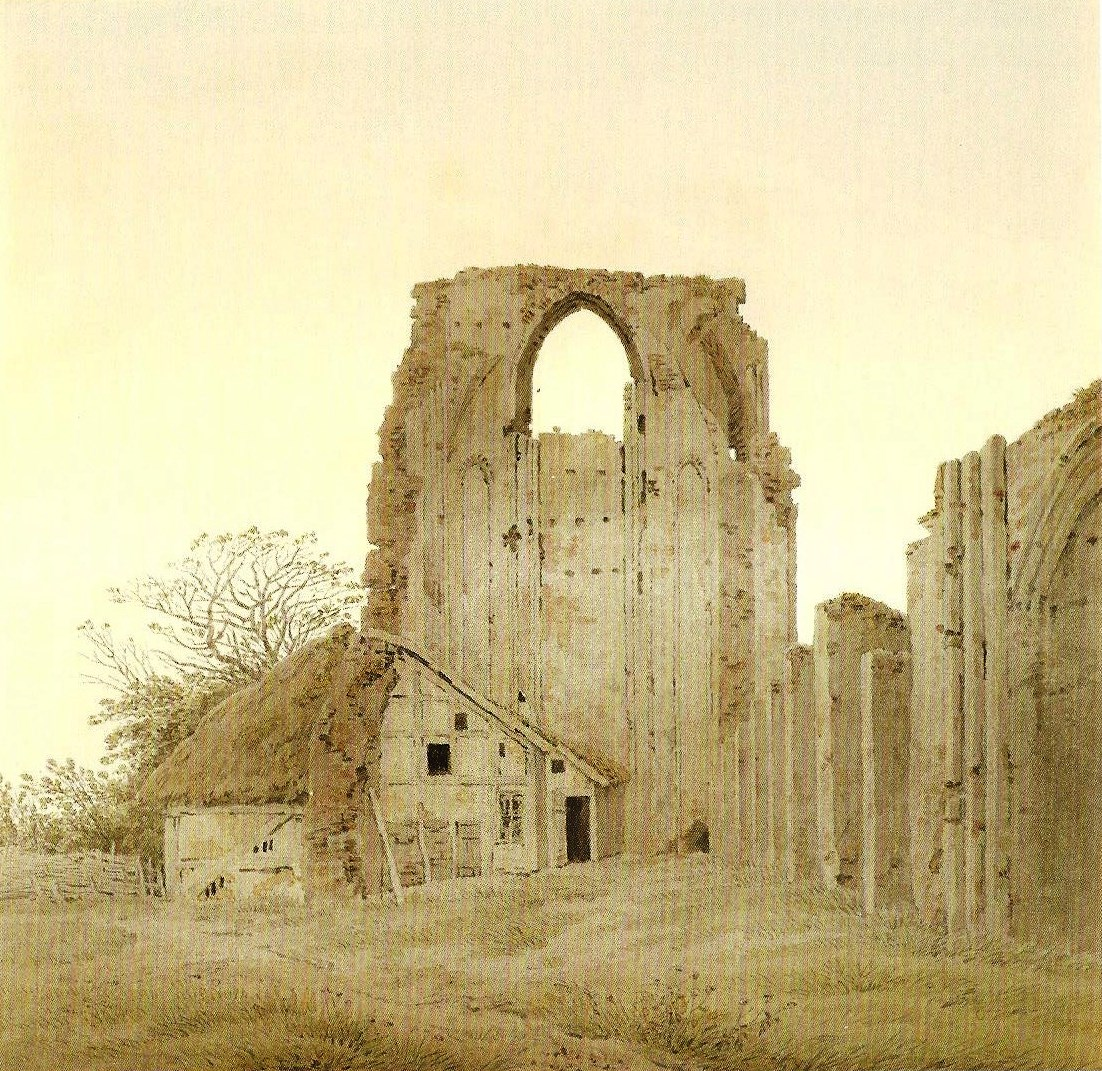
Caspar David Friedrich: Die Abtei Eldena bei Greifswald, 1836

## Einordnung im Gesamtwerk
Die Abtei im Eichwald kann zusammen mit dem Mönch am Meer Friedrichs Gesamtwerk unter verschiedenen Gesichtspunkten als Zäsur und Höhepunkt seines Schaffens gewertet werden. Die Erwerbung des Bildes durch den preußischen König verschaffte dem Maler neben großer öffentlicher Aufmerksamkeit mit der Aufnahme in die Berliner Akademie auch berufliche Anerkennung. In der Reihe der Ruinenbilder und der Todesallegorien bleibt das Gemälde in seiner ästhetischen Struktur und Wirkung unerreicht.

## Wirkung in der Kunst
Friedrich erreicht mit der Abtei im Eichwald motivischen Einfluss auf das Dresdner Künstlerumfeld. Im Werk von Carl Gustav Carus sind nach 1816 einige Gemälde mit Kirchenruinen als Todesallegorien zu finden. Bei Ernst Ferdinand Oehme entstanden unter dem Eindruck der Abtei im Eichwald und des Klosterfriedhofs im Schnee Gemälde wie der Dom im Winter (1821) und Prozession im Nebel (1828). Wie Friedrich malte er gegen den sich wandelnden Zeitgeschmack. Als er sich 1837 mit dem Kirchhof nach einem Sommerabend noch einmal der Friedhofs-Thematik zuwandte, wurde er von der Kritik als „gräberdurstiger Palettenvampyr“ beschimpft. In der Klassischen Moderne schafft Lyonel Feininger mit seinen Gemälden Gelmeroda III (1913) und Gelmeroda IX (1926) Assoziationen zur Abtei-Motivik Friedrichs.

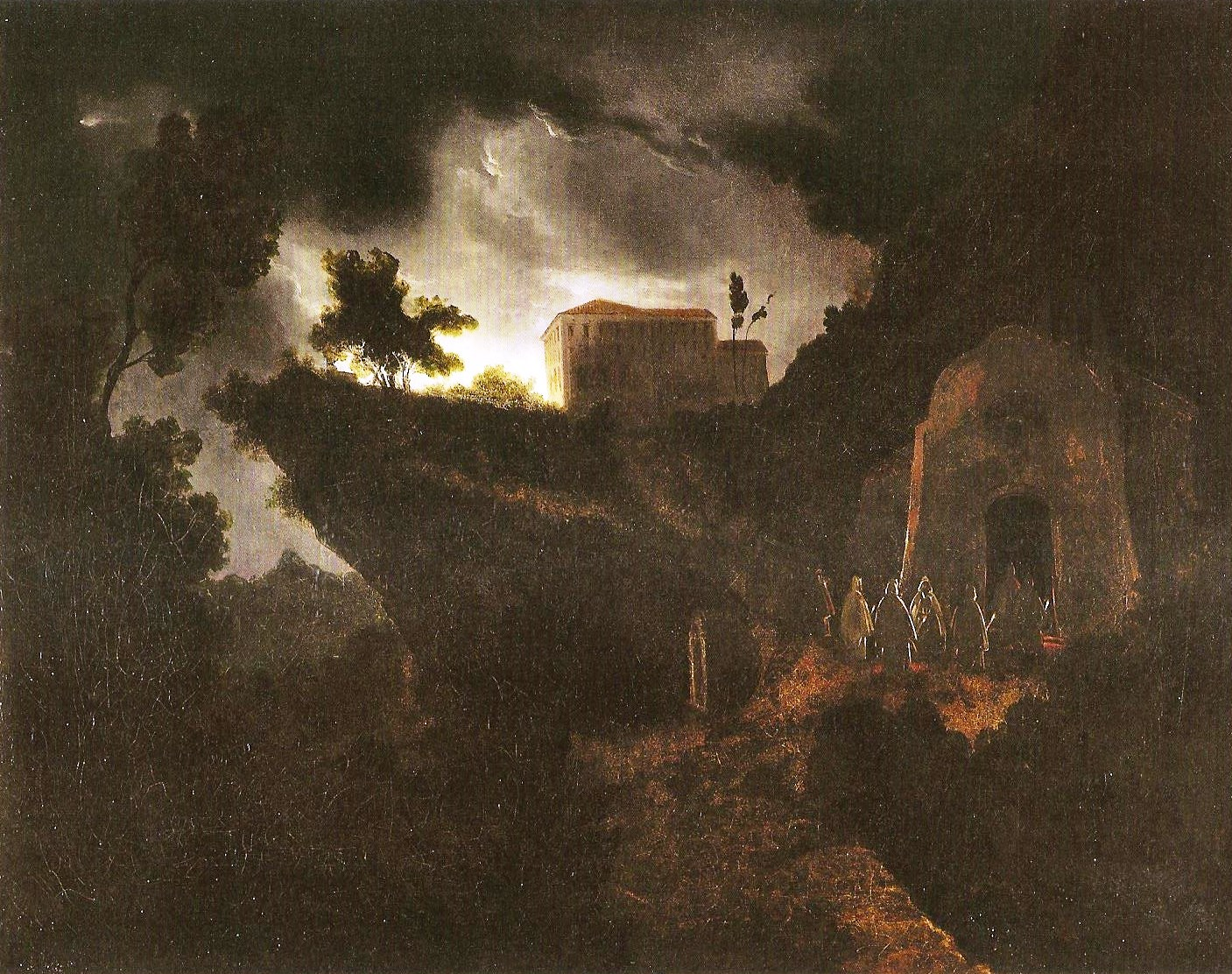
Carl Gustav Carus: Heimkehr der Mönche ins Kloster, um 1816/18
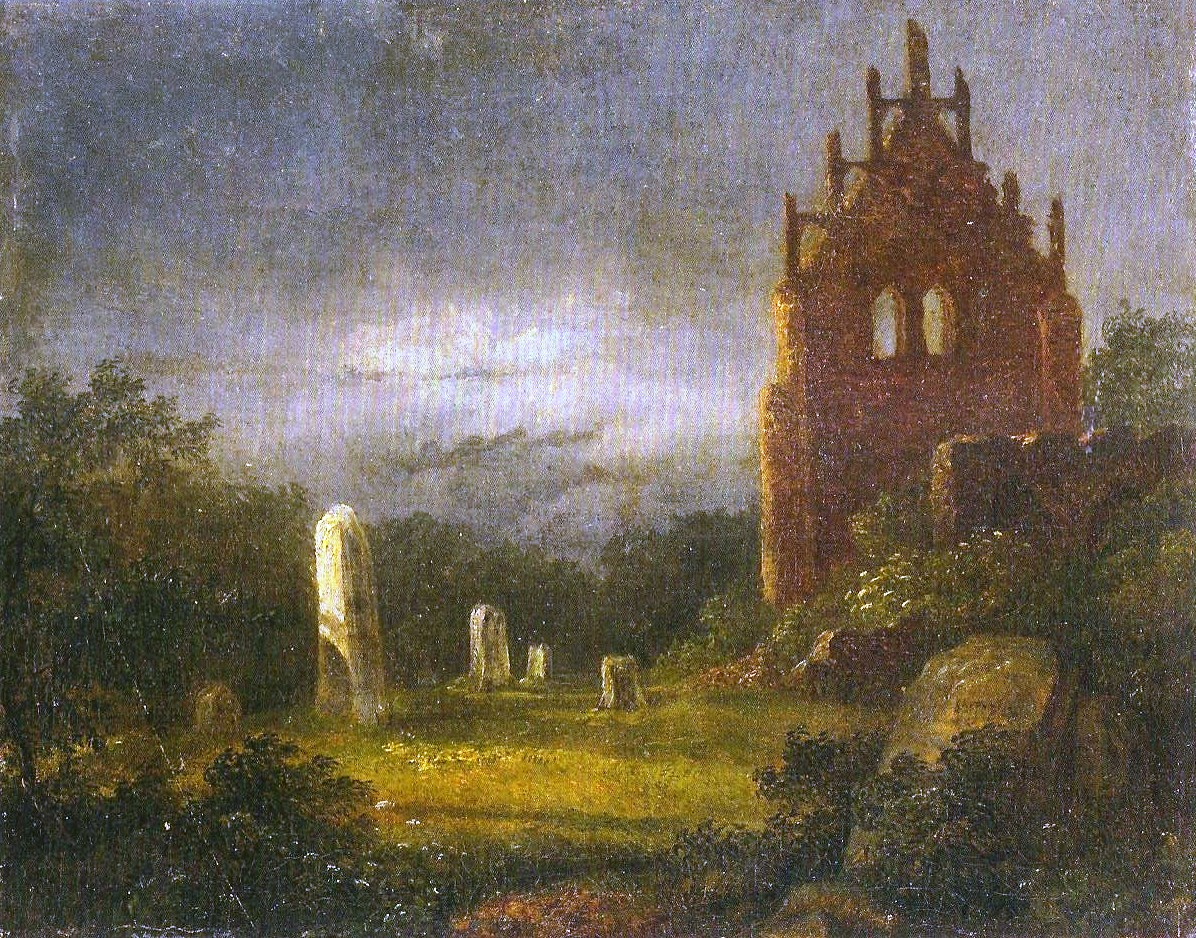
Carl Gustav Carus: Klosterruine mit Leichensteinen im Mondlicht, 1818
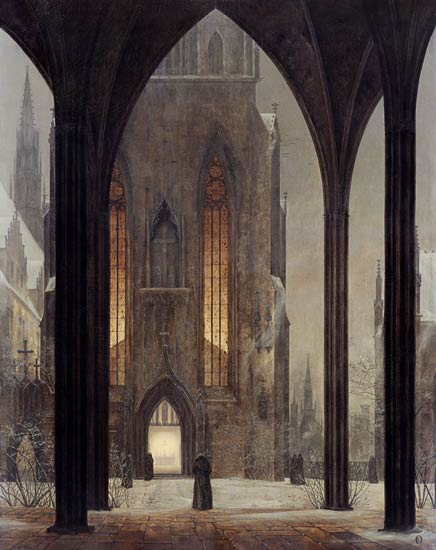
Ernst Ferdinand Oehme Ernst Ferdinand Oehme Dom im Winter, 1821
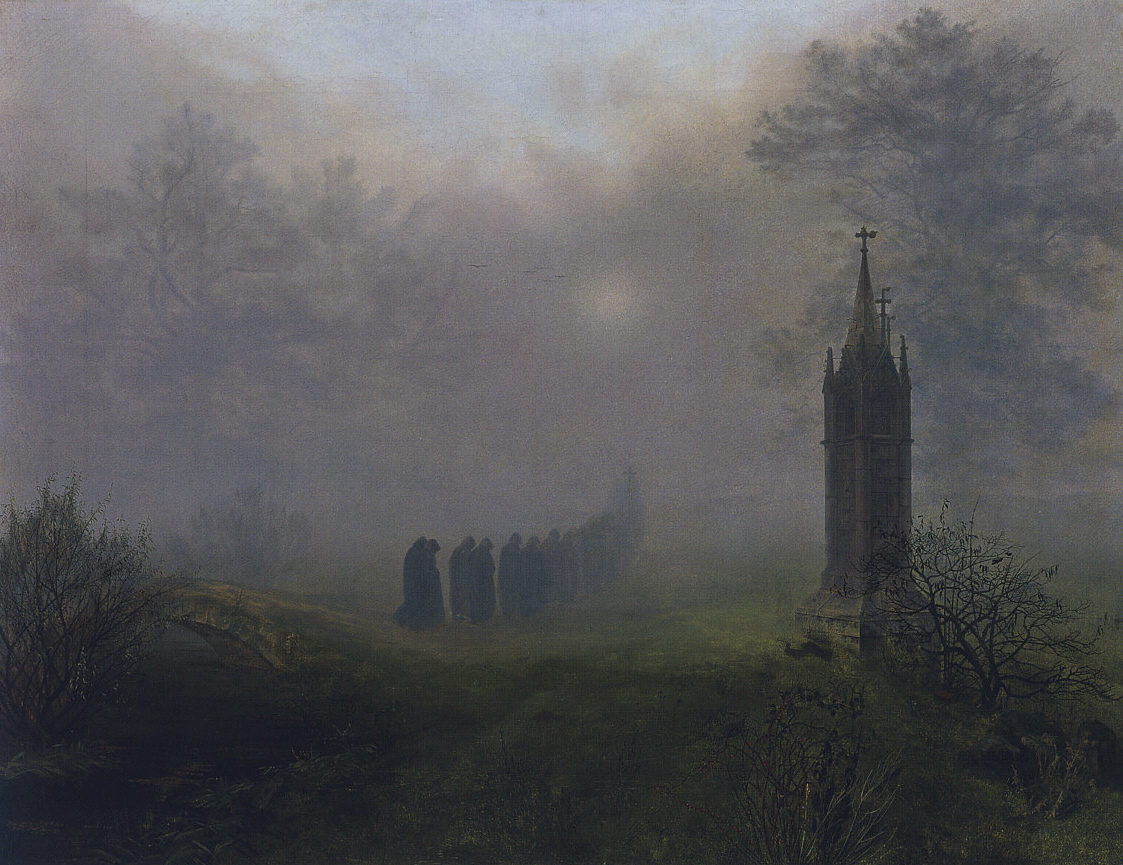
Ernst Ferdinand Oehme Prozession im Nebel, 1828

## Rezeption

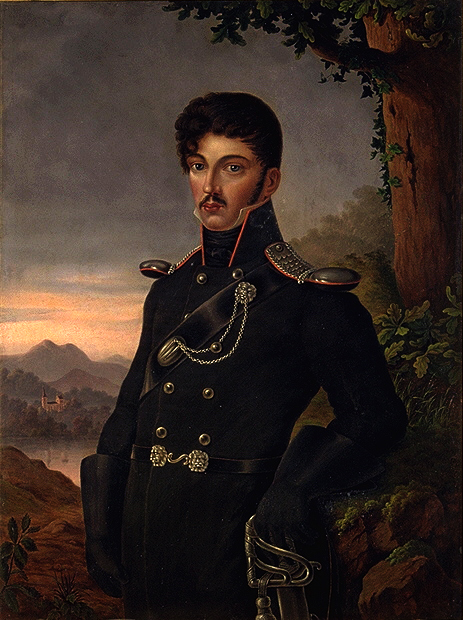
Theodor Körner

Friedrichs Zeitgenossen bezeichneten die Abtei im Eichwald überwiegend als religiös erhebend. Außerdem wurde dem Werk eine poetische Wirkung zugeschrieben. Theodor Körner verfasste um 1810 ein berühmt gewordenes Doppelsonett zu Abtei im Eichwald unter dem Titel Friedrich’s Todtenlandschaft. Der Dichter übersetzt in diesem frühen Bildgedicht des 19. Jahrhunderts das simultane Bildgeschehen in eine sich dramatisch zuspitzende Handlungschronologie. Weniger bekannt ist ein Gedicht von Clemens Brentano zur Abtei im Eichwald, der seinen Text mit Bildungsreferenzen und einem ironischen Unterton versah. 1989 fand Friedrichs Bild weite Verbreitung als Umschlagbild auf dem Buch Kleriker von Eugen Drewermann.

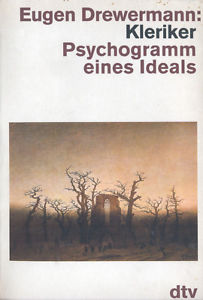
Umschlagbild von Drewermanns Bestseller Kleriker

## Restaurierung
Das Gemälde auf sehr feiner Leinwand mit dünnen, lasierenden Farbschichten war von Anfang an anfällig für maltechnische, mechanische und alterungsbedingte Schäden. Eine erste intensive Restaurierung wurde 1906 durchgeführt. Heute ist nur noch eine stark reduzierte Originalsubstanz vorhanden. 2013–2015 haben die Restauratoren der Staatlichen Museen Berlin nach heutigem Standard unsachgemäße Restaurierungen behutsam rückgängig gemacht und mit moderner Restaurierungsmethodik durch reversible Materialien ersetzt.